# Kevin Volland
Kevin Volland (Marktoberdorf, 1992. július 30. –) német válogatott labdarúgó, csatár. A Bundesligában szereplő Union Berlin játékosa.

## Válogatott

### Ifjúsági
2008. október 16-án debütált a német U17-es válogatottban a cseh U17-es válogatott ellen. Három nappal később az orosz U17 ellen is pályára lépett. 2009 őszén részt vett a 2009-es U17-es labdarúgó-világbajnokságon, ahol a hondurasi U17-es labdarúgó-válogatott ellen 3-1-re megnyert mérkőzésen csapata 3. gólját szerezte meg, valamint saját maga első gólját a válogatottban. A nyolcaddöntőben a Svájc elleni 4-3-ra elvesztett mérkőzés volt az utolsó mérkőzése a válogatottnak a tornán.
2009 júliusában meghívót kapott a német U18-as válogatottba. Az Észak-Írországban megrendezett Milk Cup elnevezésű ifjúsági tornán pályára lépett az északír U20-as labdarúgó-válogatott, az amerikai U19-es labdarúgó-válogatott és a bolgár U20-as labdarúgó-válogatott elleni mérkőzésen. 2010 májusára már 5 mérkőzésen szerepelt a válogatottban és ezen mérkőzéseken szerzett 2 gólt.
2010. augusztus 18-án debütált a német U19-es válogatottban a belga U19-es labdarúgó-válogatott elleni felkészülési mérkőzésen. Szeptember 3-án megszerezte első gólját a holland U19-es labdarúgó-válogatott ellen. A téli szünetben 5 mérkőzésen 4 gólt szerzett, majd tavasszal 3 mérkőzésen 1 gólt jegyzett.
2010. augusztus 31-én debütált a német U20-as válogatottban és rögtön a lengyel U20-as labdarúgó-válogatott ellen megszerezte első gólját. Augusztus elején elnyerte a Német labdarúgó-szövetségtől a Fritz Walter medált az U19-es korosztályban elért sikereiért. Rainer Adrion az akkori német U21-es labdarúgó-válogatott edzője behívta az októberi bosnyák U21-es labdarúgó-válogatott és a san marinói U21-es labdarúgó-válogatott elleni mérkőzésre, de sérülés miatt le kellett mondania. Végül, 2012. február 29-én debütált a görög U21-es labdarúgó-válogatott ellen.

### Felnőtt
2014. május 8-án Joachim Löw behívta a lengyel labdarúgó-válogatott elleni készülő keretbe, ahol be is mutatkozott a német labdarúgó-válogatottban és 2014-es labdarúgó-világbajnokságra készülő 30 fős keretbe is bekerült. Június 2-án Joachim Löw kihirdette a világbajnokságra utazó 23 fős keretet, amiben Kevin nem szerepelt, így nem utazhat a válogatottal Brazíliába.

## Statisztika

### Válogatott
(2014. június 2. szerint)
| Válogatott  | Szezon   | Mérkőzés | Gól |
| ----------- | -------- | -------- | --- |
| Németország | 2014     | 2        | 0   |
| Összesen    | Összesen | 2        | 0   |

#### U20-as válogatott góljai
| #  | Időpont             | Helyszín                                   | Ellenfél      | Gólok | Eredmény | Kiírás              |
| -- | ------------------- | ------------------------------------------ | ------------- | ----- | -------- | ------------------- |
| 1. | 2010. augusztus 31. | Karl-Heitz-Stadion, Offenburg, Németország | Lengyelország | 1–0   | 4–2      | Barátságos mérkőzés |

#### U21-es válogatott góljai
| #   | Időpont             | Helyszín                                           | Ellenfél   | Gólok | Eredmény | Kiírás                                                 |
| --- | ------------------- | -------------------------------------------------- | ---------- | ----- | -------- | ------------------------------------------------------ |
| 1.  | 2012. augusztus 14. | Sparda-Bank-Hessen-Stadion, Offenbach, Németország | Argentína  | 5–1   | 6–1      | Barátságos mérkőzés                                    |
| 2.  | 2012. augusztus 14. | Sparda-Bank-Hessen-Stadion, Offenbach, Németország | Argentína  | 6–1   | 6–1      | Barátságos mérkőzés                                    |
| 3.  | 2013. március 24.   | Bloomfield Stadion, Tel-Aviv, Izrael               | Izrael     | 1–2   | 1–2      | Barátságos mérkőzés                                    |
| 4.  | 2013. szeptember 9. | The Showgrounds, Sligo, Írország                   | Írország   | 0–2   | 0–4      | 2015-ös U21-es labdarúgó-Európa-bajnokság (selejtezők) |
| 5.  | 2013. szeptember 9. | The Showgrounds, Sligo, Írország                   | Írország   | 0–3   | 0–4      | 2015-ös U21-es labdarúgó-Európa-bajnokság (selejtezők) |
| 6.  | 2013. október 11.   | BRITA-Arena, Wiesbaden, Németország                | Montenegró | 2–0   | 2–0      | 2015-ös U21-es labdarúgó-Európa-bajnokság (selejtezők) |
| 7.  | 2013. október 15.   | Auestadion, Kassel, Németország                    | Feröer     | 2–2   | 3–2      | 2015-ös U21-es labdarúgó-Európa-bajnokság (selejtezők) |
| 8.  | 2014. október 10.   | Tsentralnyi Stadion, Cserkaszi, Ukrajna            | Ukrajna    | 0–2   | 0–3      | 2015-ös U21-es labdarúgó-Európa-bajnokság (selejtezők) |
| 9.  | 2014. október 14.   | Stadion Essen, Essen, Németország                  | Ukrajna    | 1–0   | 2–0      | 2015-ös U21-es labdarúgó-Európa-bajnokság (selejtezők) |
| 10. | 2015. június 20.    | Eden Arena, Prága, Csehország                      | Dánia      | 1–0   | 3–0      | 2015-ös U21-es labdarúgó-Európa-bajnokság              |
| 11. | 2015. június 20.    | Eden Arena, Prága, Csehország                      | Dánia      | 2–0   | 3–0      | 2015-ös U21-es labdarúgó-Európa-bajnokság              |